# Río de la Toba
El río de la Toba, también llamado río de la Sangre, es un río del sur de la península ibérica perteneciente a la cuenca mediterránea andaluza que discurre en su totalidad por el territorio del suroeste de la provincia de Granada (España). 

## Curso
El río de la Toba nace en la sierra de los Guájares, en el paraje del Cortijo de la Toba. Realiza un recorrido en dirección nordeste-suroeste de unos 15 km hasta su desembocadura en el río Guadalfeo, dentro del término municipal de Salobreña. A lo largo de su recorrido atraviesa las poblaciones de Guájar Alto, Guájar Faragüit y Guájar Fondón, todas ellas pertenecientes al municipio de Los Guájares.

## Historia
El río de la Toba está bordeado por varios yacimientos arqueológicos de poblaciones a las que regaba, como el de La Bernardilla, situado junto a su desembocadura; El Minchar, donde se han hallado restos que indican la existencia de un poblamiento romano; o el de El Castillejo, de origen medieval.